# Beyond the Black
Beyond the Black je německá symfonicmetalová hudební skupina založená v roce 2014 ve městě Mannheim. Své debutové album, Songs of Love and Death, vydala v roce 2015 a jako producent se na něm podílel Sascha Paeth. Deska se také umístila na dvanáctém místě v německé hitparádě Media Control Charts a na dvacáté první pozici v rakouském žebříčku Ö3 Austria Top 40. V roce 2016 vydala skupina další album Lost in Forever, ale následně byl oznámen její rozpad. Z původních členů zůstala pouze zpěvačka Jennifer Haben, která pokračuje s novou sestavu. S tou roku 2018 vydala desku Heart of the Hurricane.

## Historie
Hudební skupina Beyond the Black byla založena v roce 2014 ve městě Mannheim v původní sestavě Jennifer Haben (ženský zpěv), Nils Lesser (sólová kytara), Christopher Hummels (rytmická kytara, mužský zpěv), Michael Hauser (klávesy), Erwin Schmidt (basa) a Tobias Derer (bicí). Svůj první živý koncert odehráli v roce 2014 na festivalu Wacken Open Air a následně dělali předskokana skupině Saxon a Hell na turné ve Velké Británii.
Dne 13. února 2015 vydali své debutové album Songs of Love and Death, které se umístilo na dvanáctém místě v německé hitparádě Media Control Charts a na dvacáté první pozici v rakouském žebříčku Ö3 Austria Top 40. Deska byla produkována známým německým hudebníkem Saschou Paethem. K propagaci alba vystupovala skupina na turné po Německu.
Téměř přesně po jednom roce od vydání první studiové nahrávky Beyond the Black vydali další studiové album. To dostalo název Lost in Forever. V červenci ovšem skupina oznámila svůj rozpad. Z původních členů zůstala pouze zpěvačka Jennifer Haben, která se rozhodla pokračovat pod jménem Beyond the Black s novou sestavou. Na začátku roku 2017 vystupovali Beyond the Black jako předkapela skupin Powerwolf a Epica na evropském turné. V srpnu roku 2018 bylo vydáno třetí studiové album Heart of the Hurricane. V rámci jeho podpory jsou Beyond the Black oznámeni jako předkapela na podzimní turné skupiny Within Temptation.

## Sestava
- Jennifer Haben – zpěv
- Tobi Lodes – kytara
- Christian Hermsdörfer – kytara
- Jonas Roßner – klávesy
- Stefan Herkenhoff – basová kytara
- Kai Tschierschky – bicí

## Diskografie
- Songs of Love and Death (2015)
- Lost in Forever (2016)
- Heart of the Hurricane (2018)
- Hørizøns (2020)
- Beyond the Black (2023)